# Tångaberg
Tångaberg – miejscowość (tätort) w Szwecji, w regionie administracyjnym (län) Halland, w gminie Varberg.
Według danych Szwedzkiego Urzędu Statystycznego liczba ludności wyniosła: 965 (31 grudnia 2015), 1027 (31 grudnia 2018) i 1052 (31 grudnia 2019).